# Sielsowiet Radczyck
Sielsowiet Radczyck (biał. Радчыцкі сельсавет; ros. Радчицкий сельсовет) – sielsowiet na Białorusi, w obwodzie brzeskim, w rejonie stolińskim, z siedzibą w Radczycku.
Według spisu z 2009 sielsowiet Radczyck zamieszkiwało 1441 osób, w tym 1414 Białorusinów (98,13%), 16 Rosjan (1,11%), 9 Ukraińców (0,62%) i 2 osoby, które nie podały żadnej narodowości.

## Miejscowości
- wsie:
  - Kołodno
  - Owsiemirów
  - Paniżża
  - Radczyck
  - Wielki Las